# Trachystola
Trachystola is een geslacht van kevers uit de familie van de boktorren (Cerambycidae). De wetenschappelijke naam van het geslacht werd voor het eerst geldig gepubliceerd in 1862 door Francis Polkinghorne Pascoe.

## Soorten
- Trachystola granulata Pascoe, 1862
- Trachystola scabripennis Pascoe, 1862